# Hornburg (Mansfelder Land)
Hornburg ist ein Ortsteil der Gemeinde Seegebiet Mansfelder Land im Landkreis Mansfeld-Südharz in Sachsen-Anhalt und liegt rund 8 km südsüdöstlich von Eisleben unweit der B 180.

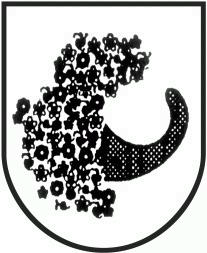
Siegelbild von Hornburg

## Geographie
Hornburg liegt im südlichen Landkreis Mansfeld-Südharz, ca. 500 m nördlich der Bundesautobahn 38. Nach diesem Dorf ist der sich von hier aus in Richtung Nordwesten erstreckende Höhenzug des Hornburger Sattels benannt, der den östlichsten Ausläufer des Mittelgebirges Harz darstellt. Hornburg liegt dabei nahe der Wasserscheide zwischen der Rohne im Westen und der Salza im Osten. Das Gelände erreicht am Talberg westlich des Dorfes Höhen von 242,5 m ü. NHN. Die Dorfkirche steht auf einer Höhe von ca. 205 m ü. NHN.
Zur ehemaligen Gemeinde Hornburg gehören die beiden Siedlungen Vorwerk Äbtischrode und Holzzelle. Letzteres entstand aus einem ehemaligen Benediktinerkloster und ist über eine eigene Abfahrt von der B 180 zu erreichen.

## Geschichte
In einem zwischen 881 und 899 entstandenen Verzeichnis des Zehnten des Klosters Hersfeld wird Hornburg als zehntpflichtiger Ort Hornberc im Friesenfeld erstmals urkundlich erwähnt.
Das Dorf ist benannt nach der Burg auf dem Horn, auch genannt Hornee. Diese befand sich auf dem Galgenberg unmittelbar im Westen. Im Laufe der Zeit wurde aus der Burgsiedlung eine Ackersiedlung.
Im Nordosten gab es im Mittelalter ein zweites Dorf mit diesem Namen Klein-Hornburg. Dieses war in das heutige Hornburg eingepfarrt und wurde mit den Jahren zur Wüstung. Außerdem gibt dort die Wüstung Westdorf.

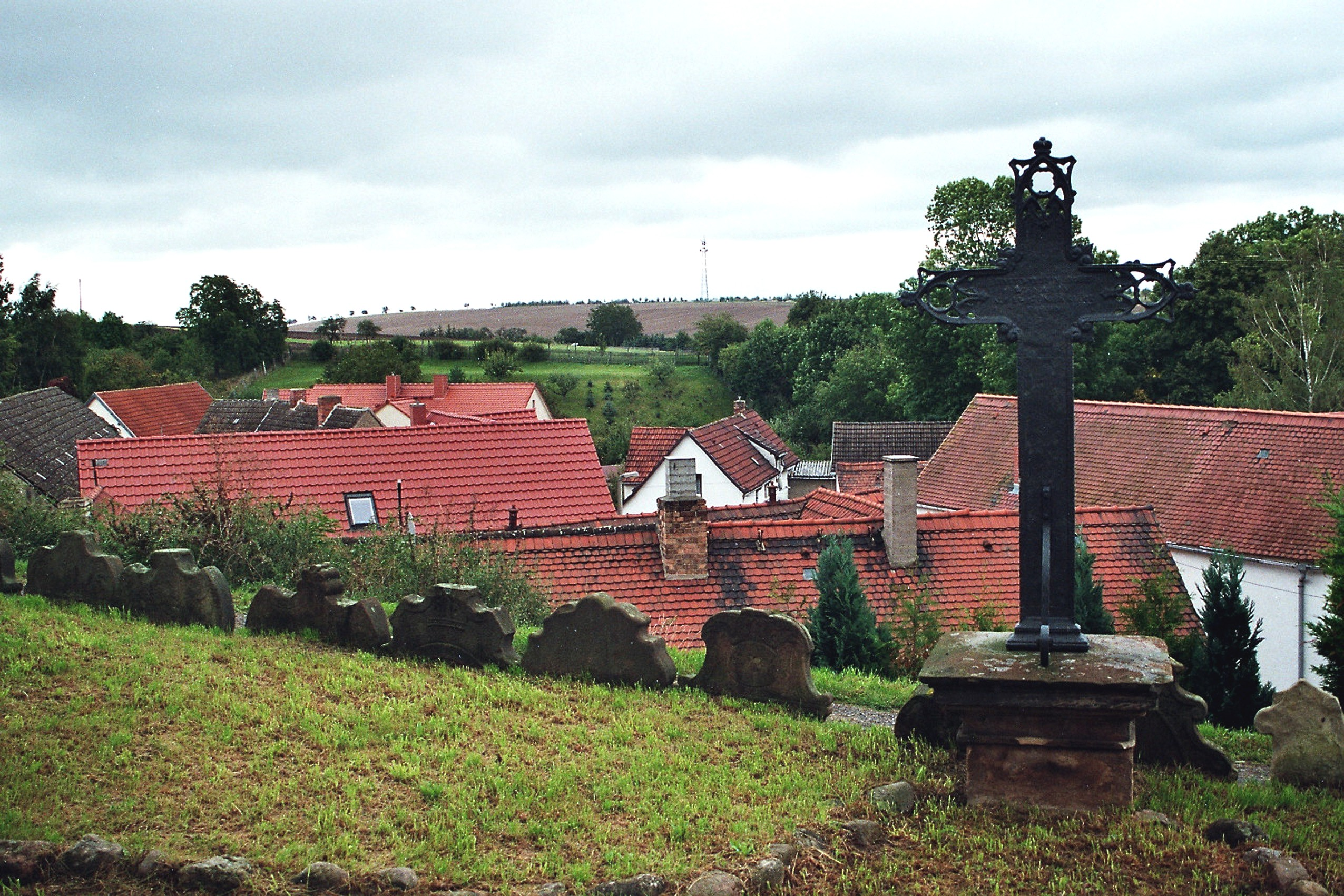
Schwarzes Kreuz an der Hornburger Kirche

Am 1. Januar 2010 schlossen sich die bis dahin selbstständigen Gemeinden Hornburg, Amsdorf, Aseleben, Erdeborn, Lüttchendorf, Neehausen, Röblingen am See, Seeburg, Stedten und Wansleben am See zur Einheitsgemeinde Seegebiet Mansfelder Land zusammen. Gleichzeitig wurde die Verwaltungsgemeinschaft Seegebiet Mansfelder Land, zu der Hornburg gehörte, aufgelöst.
Die Gemeinde verfügte vorher über kein genehmigtes Wappen. Lediglich im Siegelinnenraum zeigt sich ein blumengefülltes Füllhorn.

## Sehenswürdigkeiten und Einrichtungen

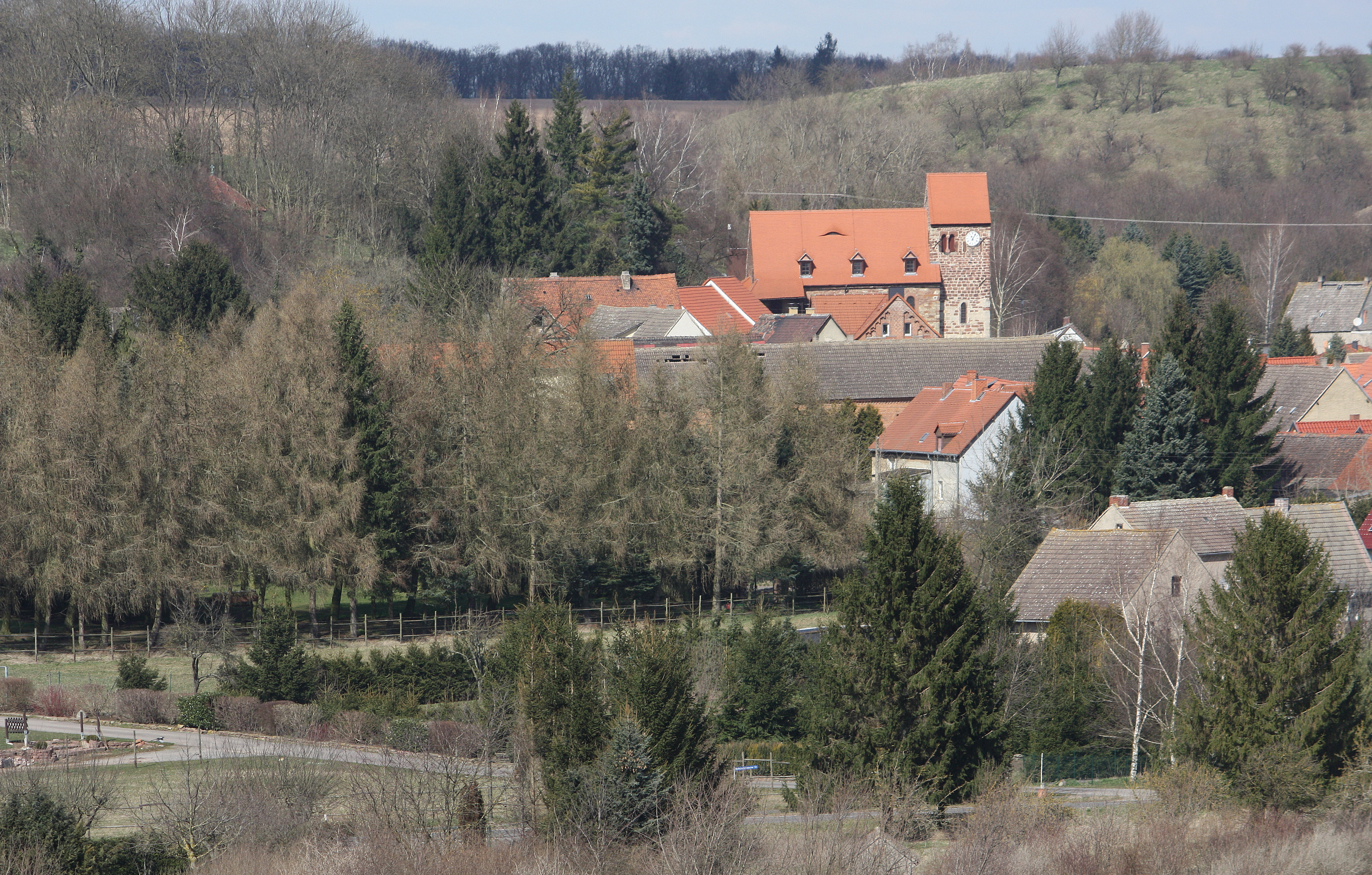
Blick auf Hornburg und die Dorfkirche

Die Dorfkirche St. Ulrich wurde um 1200 errichtet und im Jahre 1725 deutlich erweitert. Sie ist unter der Nummer 094 05787 als Baudenkmal verzeichnet. Nachdem sie in den 1930er-Jahren wegen ihres stark baufälligen Zustands abgerissen werden sollte, wurde sie zunächst saniert und im Inneren ausgemalt. Während der deutschen Teilung zerfiel sie weiter. Seit der Wende wird die Kirche von einem Förderverein wieder instand gesetzt.

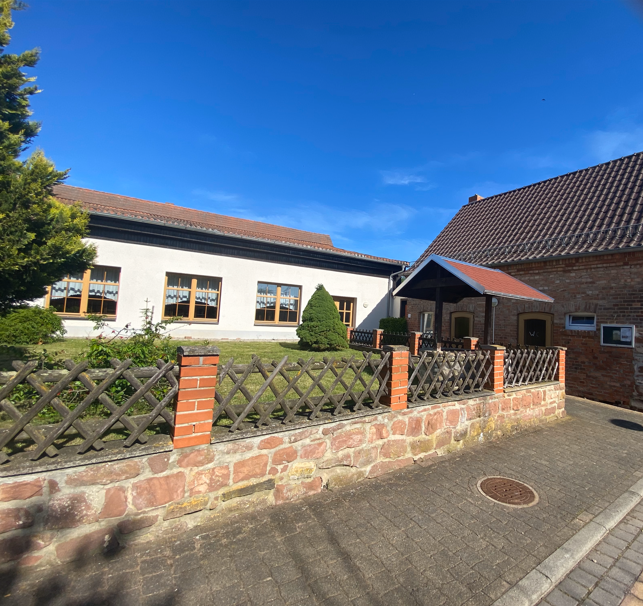
Dorfgemeinschaftshaus „Faules Ei“

Das Dorfgemeinschaftshaus in der Straße Bachgraben wird als Veranstaltungsort für verschiedene Feste und Veranstaltungen genutzt und kann für private Feiern gemietet werden.

## Verkehr und Infrastruktur
Hornburg ist über die Landesstraße 223 mit Erdeborn und Rothenschirmbach verbunden. Der Bahnhof in Erdeborn ist 4 km entfernt, parallel zur Landesstraße führt ein wenig befahrener Feldweg. Die nächsten Einzelhändler befinden sich 3,5 km im Westen sowie 7 km im Osten bei Röblingen am See.

## Flora und Fauna
Europäische Gottesanbeterin
1756 erstmals in Deutschland nachgewiesen, gelang es 2004, eine sich vermehrende Population der Europäischen Gottesanbeterin (mantis religiosa) auch in Sachsen-Anhalt nachzuweisen. Sie ist die einzige Fangschreckenart in Mitteleuropa und kam vermutlich über Tschechien oder das Elbetal hierher. Regelmäßige Funde sowohl von ausgewachsenen Exemplaren als auch von Ootheken, welche Ende September an klimatisch günstige Orte gelegt werden, in Gärten, an Wegesrändern und vor allem auf dem Fichtenberg, bestätigen eine feste Population in Hornburg.